# Katharine Berkoff
Katharine Berkoff (Missoula, 28 de enero de 2001) es una deportista estadounidense que compite en natación, especialista en los estilos libre y espalda. Su padre David compitió en el mismo deporte.
Participó en los Juegos Olímpicos de París 2024, obteniendo una medalla de bronce en la prueba de 100 m espalda.
Ganó cuatro medallas en el Campeonato Mundial de Natación entre los años 2022 y 2025, y siete medallas en el Campeonato Mundial de Natación en Piscina Corta, en los años 2021 y 2024.
En diciembre de 2024 estableció una nueva plusmarca mundial en piscina corta del relevo 4 × 100 m libre (3:25,01).
Estudió Microbiología en la Universidad Estatal de Carolina del Norte.

## Palmarés internacional
| Juegos Olímpicos                    | Juegos Olímpicos    | Juegos Olímpicos  | Juegos Olímpicos       |
| Año                                 | Lugar               | Medalla           | Prueba                 |
| ----------------------------------- | ------------------- | ----------------- | ---------------------- |
| 2024                                | París (Francia)     | Medalla de bronce | 100 m espalda          |
| Campeonato Mundial                  |                     |                   |                        |
| Año                                 | Lugar               | Medalla           | Prueba                 |
| 2022                                | Budapest (Hungría)  | Medalla de plata  | 50 m espalda           |
| 2023                                | Fukuoka (Japón)     | Medalla de bronce | 100 m espalda          |
| 2025                                | Singapur (Singapur) | Medalla de oro    | 50 m espalda           |
| 2025                                | Singapur (Singapur) | Medalla de bronce | 100 m espalda          |
| Campeonato Mundial en Piscina Corta |                     |                   |                        |
| Año                                 | Lugar               | Medalla           | Prueba                 |
| 2021                                | Abu Dabi (EAU)      | Medalla de oro    | 4 × 50 m libre         |
| 2021                                | Abu Dabi (EAU)      | Medalla de oro    | 4 × 100 m libre        |
| 2021                                | Abu Dabi (EAU)      | Medalla de bronce | 100 m espalda          |
| 2024                                | Budapest (Hungría)  | Medalla de oro    | 4 × 100 m libre        |
| 2024                                | Budapest (Hungría)  | Medalla de plata  | 50 m espalda           |
| 2024                                | Budapest (Hungría)  | Medalla de plata  | 100 m espalda          |
| 2024                                | Budapest (Hungría)  | Medalla de bronce | 4 × 50 m estilos mixto |